# Стрехніно
Стре́хніно (рос. Стрехнино) — село у складі Ішимського району Тюменської області, Росія.
Населення — 3954 особи (2010, 3941 у 2002).
Національний склад станом на 2002 рік:
- росіяни — 92 %